# Chrysodema mniszechii
Chrysodema mniszechii es una especie de escarabajo del género Chrysodema, familia Buprestidae. Fue descrita científicamente por Deyrolle en 1864.